# Beeldenpark van het Moderna Museet

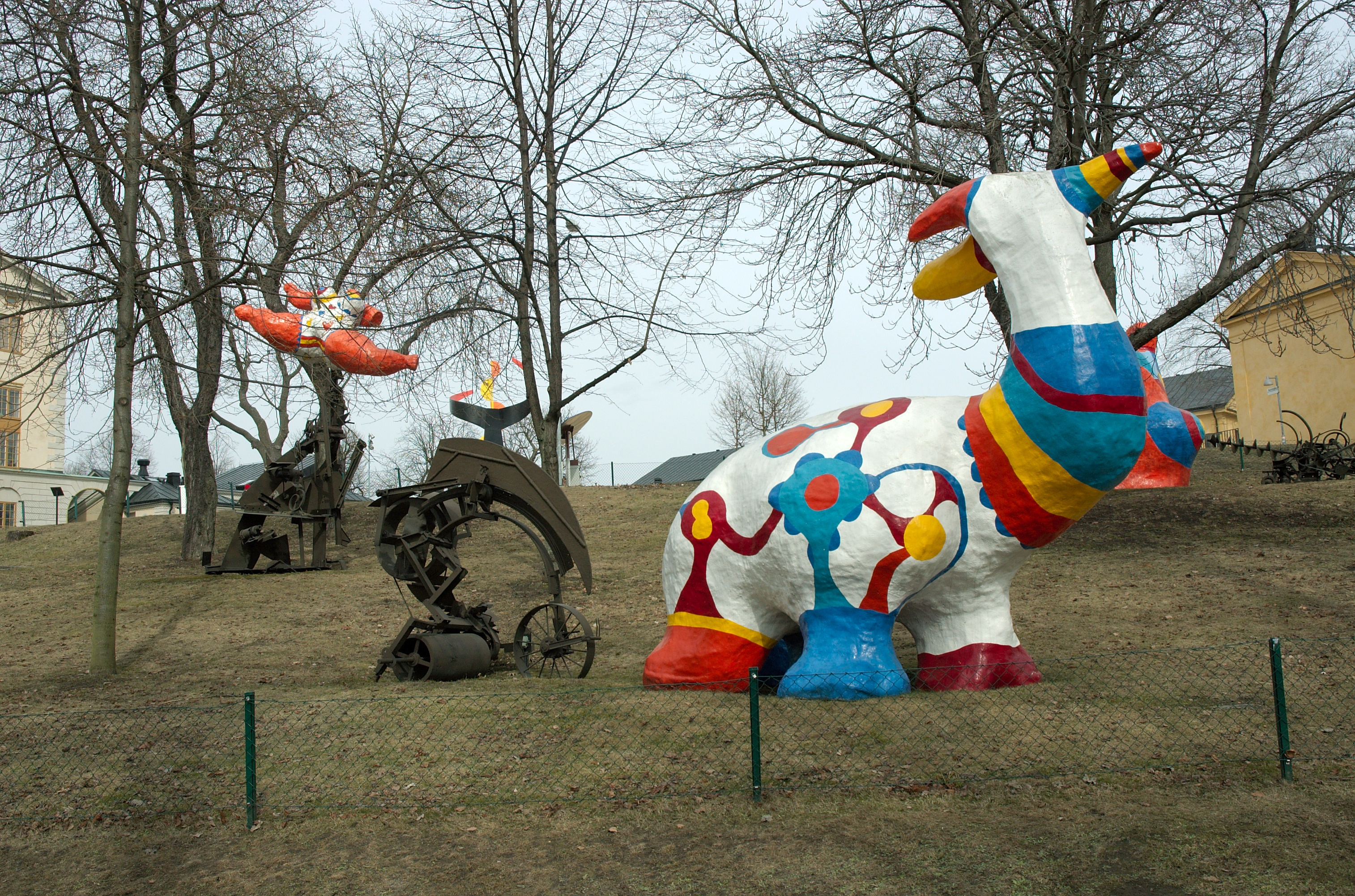
The Fantastic Paradise (1966)

Het Beeldenpark van het Moderna Museet is het beeldenpark van het Moderna Museet op het eiland Skeppsholmen in Stockholm, Zweden.
Het meest in het oog springende object van het beeldenpark is de 16-delige beeldengroep The Fantastic Paradise van de beeldhouwers Niki de Saint Phalle en Jean Tinguely (kinetische kunst).

## Collectie
1. The Four Elements (1961, naar een model van 1938), mobile van Alexander Calder
2. The Fantastic Paradise 16-delige sculptuur/mobile (1966) van Niki de Saint Phalle en Jean Tinguely
3. Lenin Monument 13 April, 1917 (1977) van Björn Lövin
4. Zonder titel (Black Swedish Granite) (1981) van Ulrich Rückriem
5. Pavilion Sculpture II (1984) van Dan Graham
6. Untitled (1999-2000) van Per Kirkeby
7. The Man on the Temple (1980) van Bjørn Nørgaard
8. Déjeuner sur l'herbe beeldengroep (1962) van Pablo Picasso/Carl Nesjar (1964-1966)
9. Monument to the Last Cigarette (1975) van Erik Dietman
10. Monumental Figure (1927) van Christian Berg
11. Louisa (1987) van Thomas Woodruff
12. Instabil (2005) van Lars Englund
13. Close contact (2008) van Gustav Kraitz

## Fotogalerij

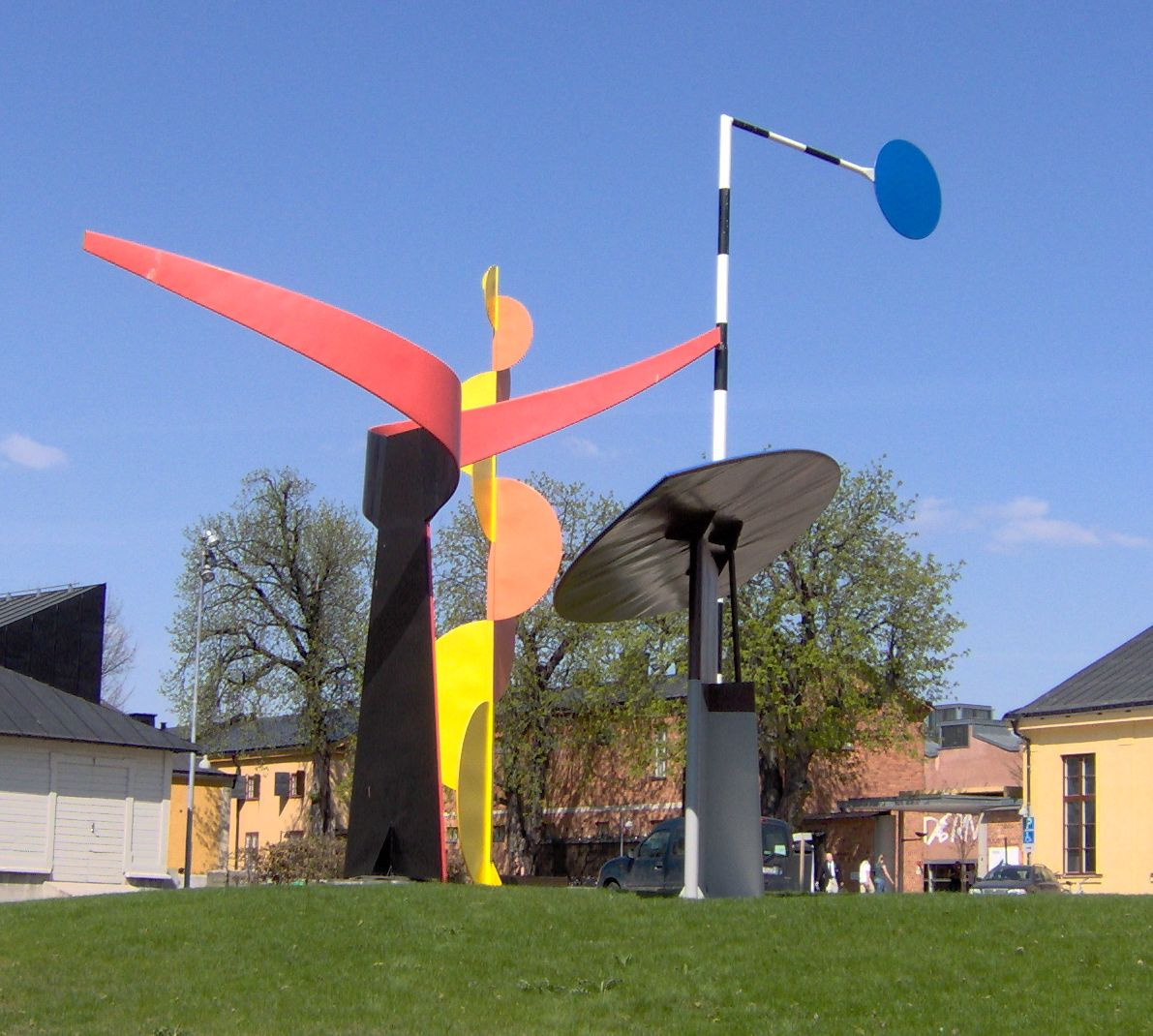
Alexander Calder: "The Four Elements"
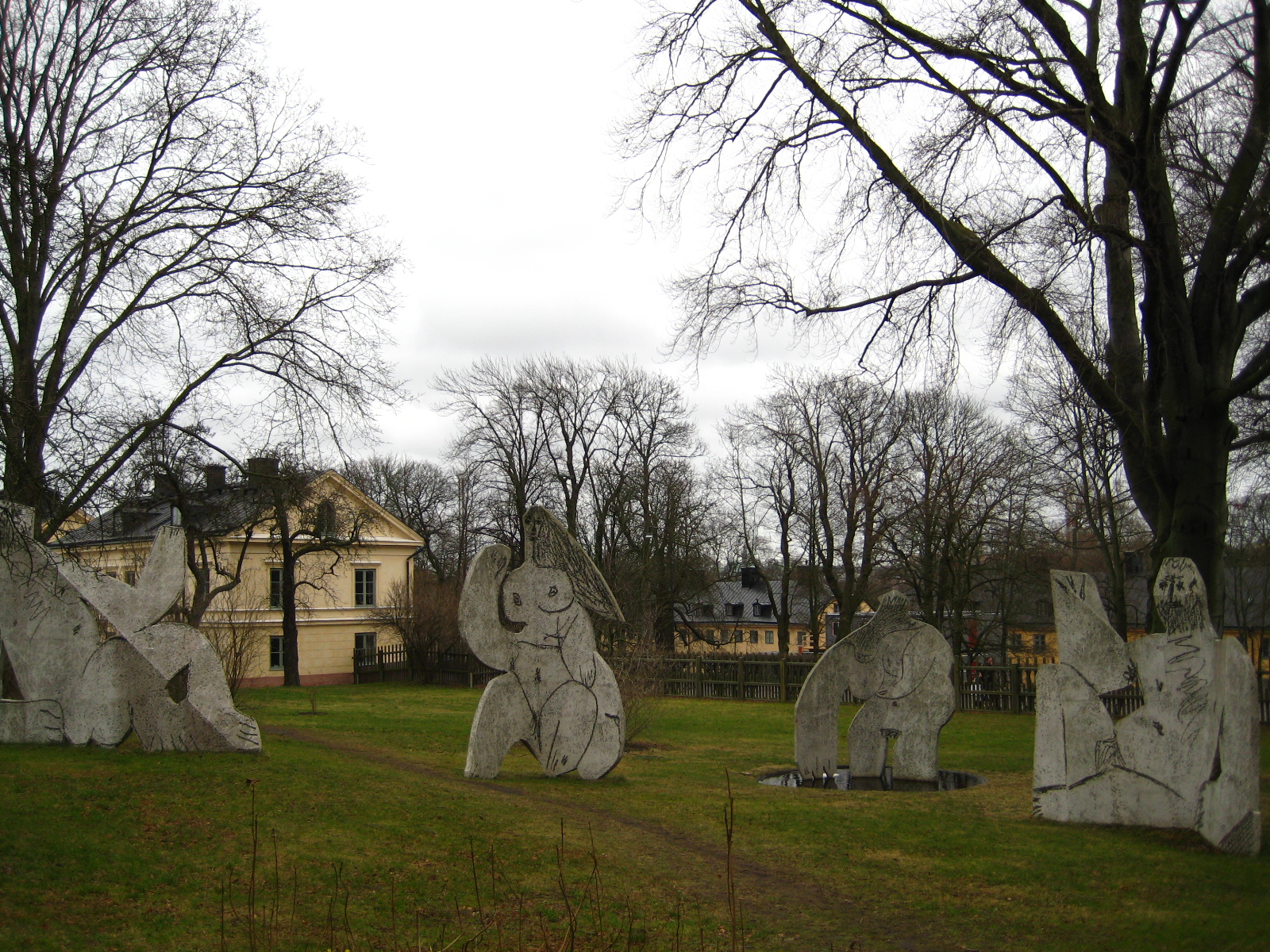
Pablo Picasso: "Déjeuner sur l'herbe" (detail)
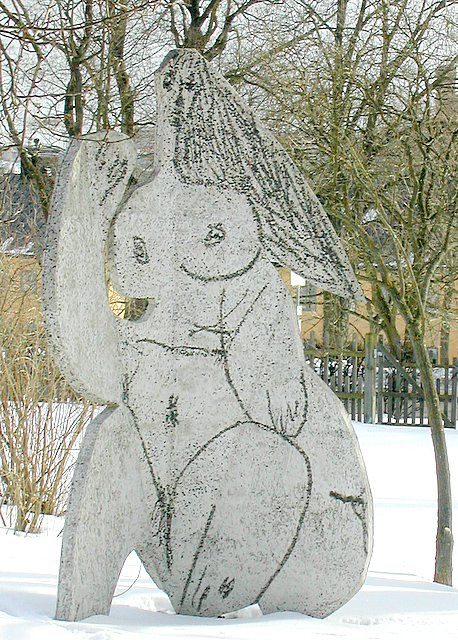
Pablo Picasso: "Déjeuner sur l'herbe"
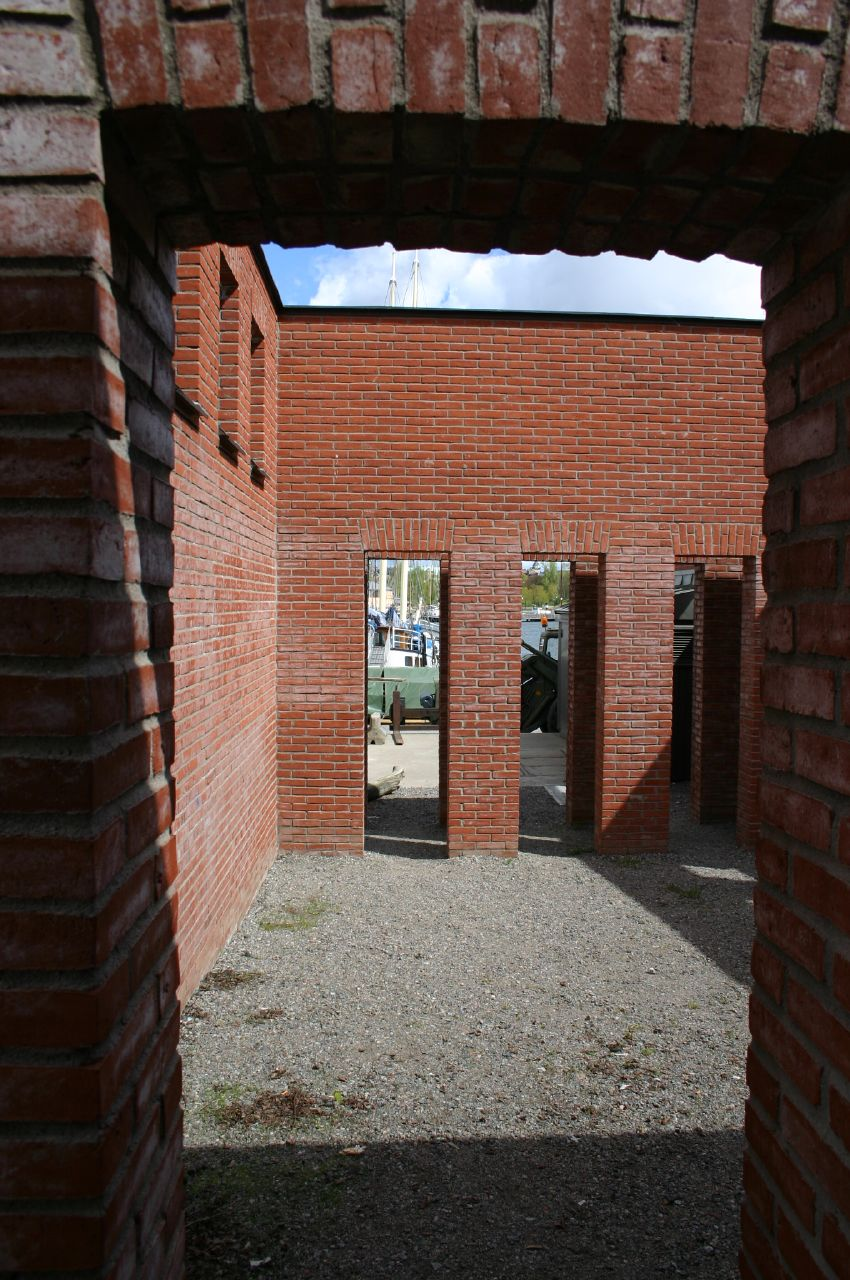
Per Kirkeby: "Untitled"
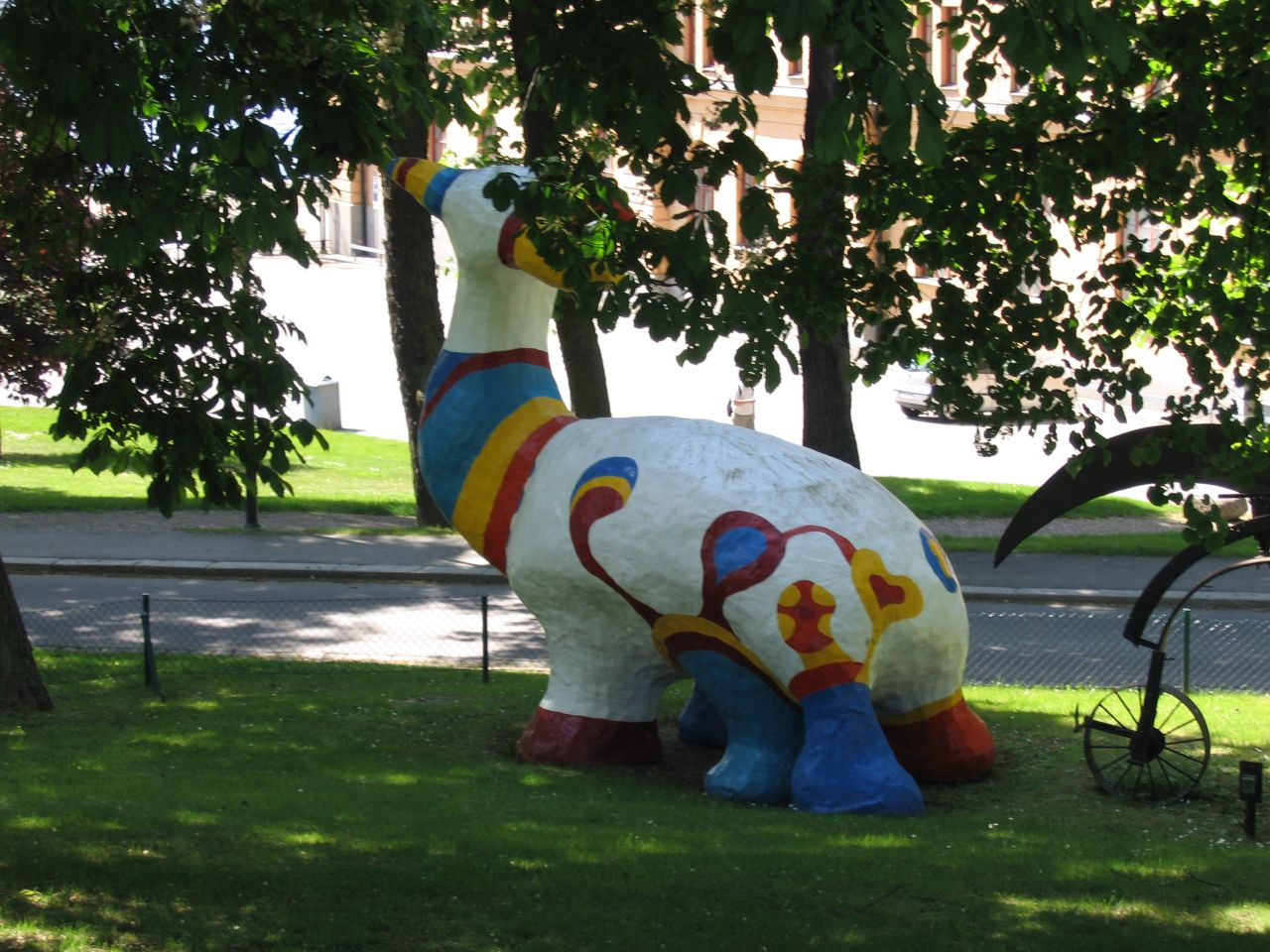
Niki de Saint Phalle: "The Fantastic Paradise"
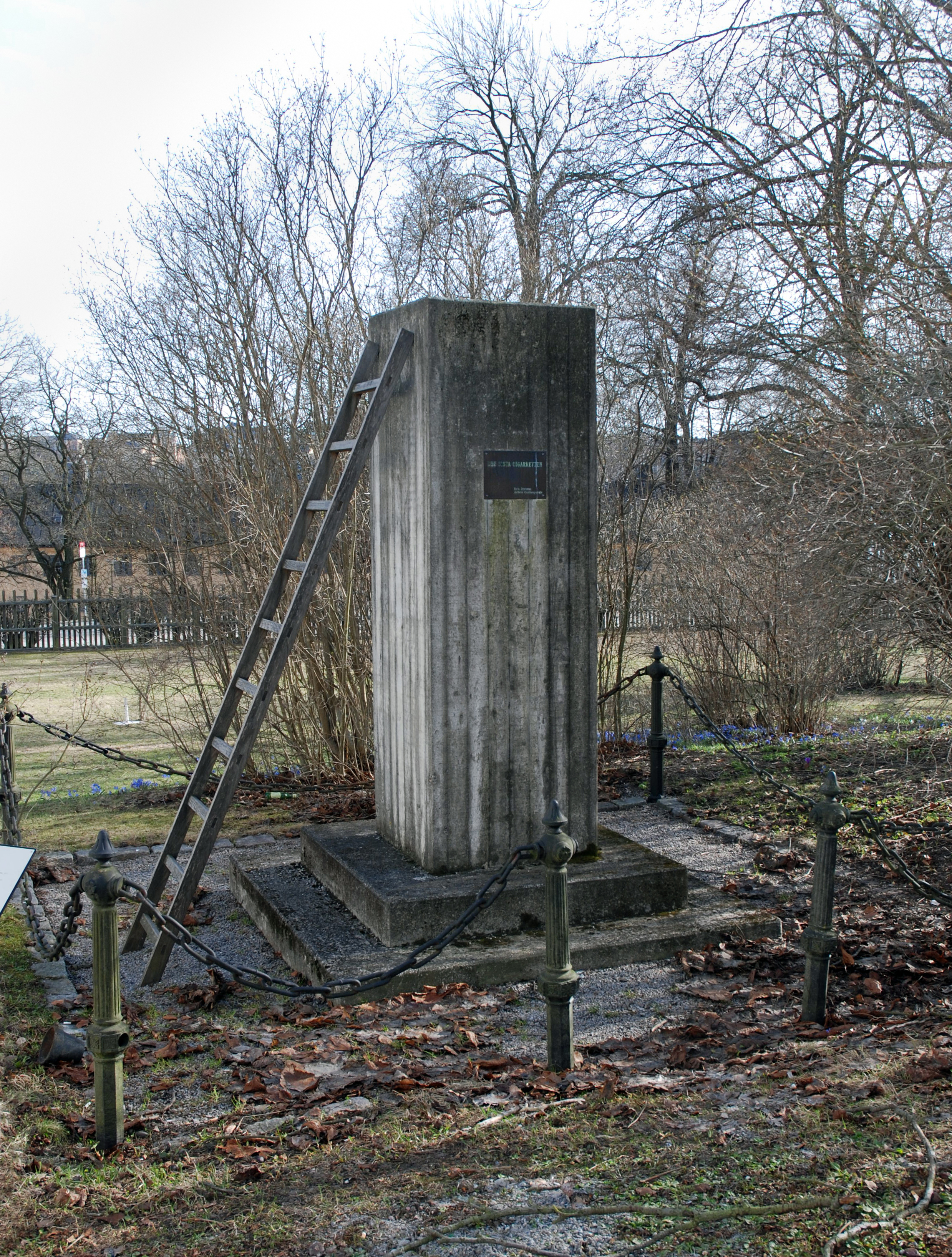
Erik Dietman: "Den sista cigaretten"
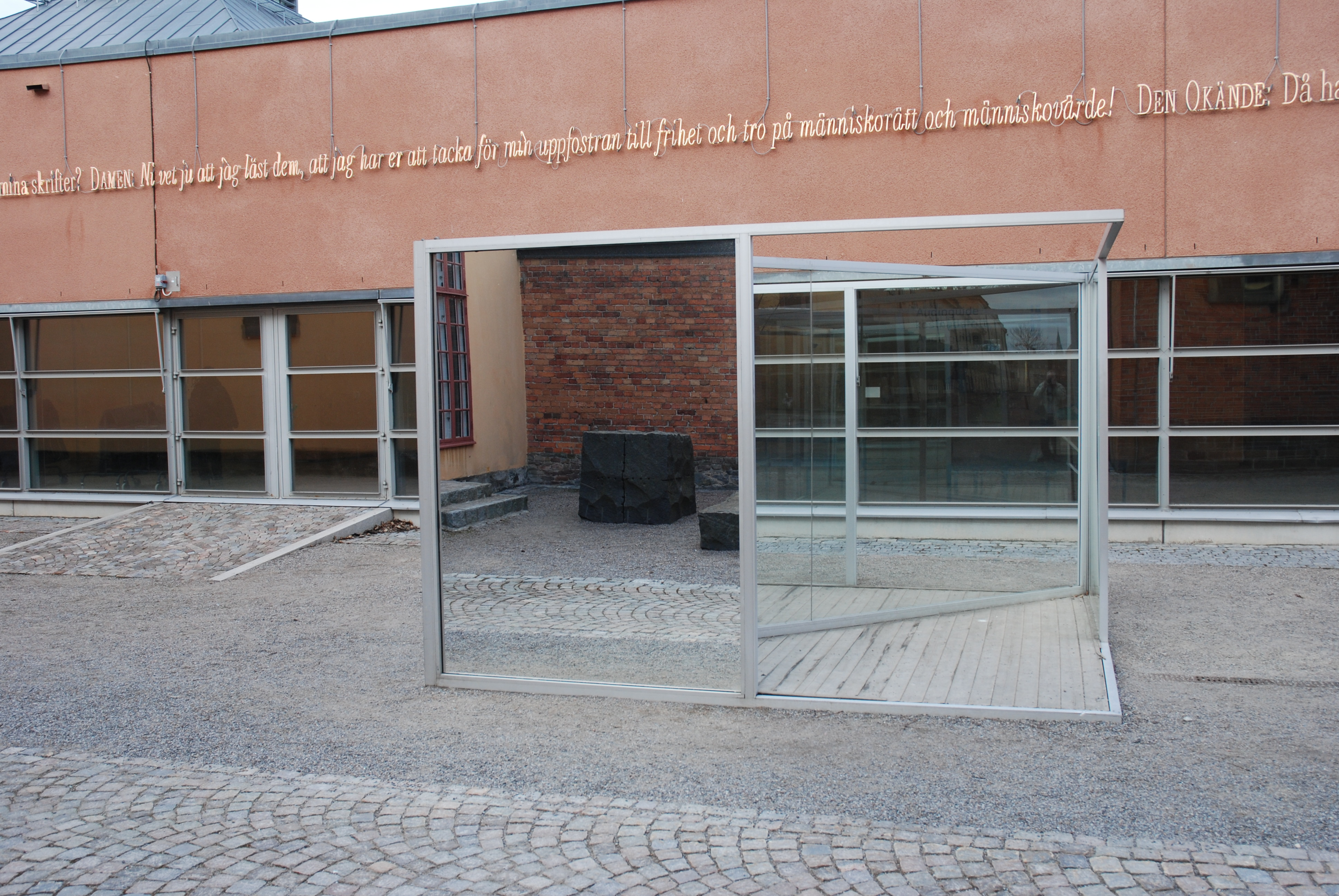
Ulrich Rückriem: "Zonder titel" weerspiegeld in Pavilon Sculpture II van Dan Graham